# Coupe du Japon de football 2022
Navigation
Coupe du Japon 2021 Coupe du Japon 2023
La Coupe du Japon de football 2022 est la 102e édition de la Coupe du Japon, une compétition à élimination directe mettant aux prises des clubs de football amateurs et professionnels à travers le Japon. Elle est organisée par la Fédération japonaise de football (JFA). Le vainqueur de cette compétition se qualifie pour la Ligue des champions de l'AFC 2023-2024, accompagné des trois meilleures équipes du championnat.

## Calendrier
Les clubs participants rentrent suivant leur niveau tout au long de la compétition. Au total, 88 clubs participent à cette édition.
| Tour                                                                        | Nom              | Dates                          | Équipes participantes | Équipes gagnantes |
| 1 équipe amateur tête de série Honda FC 47 vainqueurs de coupe préfectorale |                  |                                |                       |                   |
| 1                                                                           | Premier Tour     | samedi 21, dimanche 22 mai     | 48                    | 24                |
| 18 J1 League 2022 22 J2 League 2022                                         |                  |                                |                       |                   |
| 2                                                                           | Deuxième Tour    | mercredi 1er , mercredi 8 juin | 64                    | 32                |
| 3                                                                           | Troisième Tour   | mercredi 22 juin               | 32                    | 16                |
| 4                                                                           | Quatrième Tour   | mercredi 13 juillet            | 16                    | 8                 |
| 5                                                                           | Quarts de finale | mercredi 7 septembre           | 8                     | 4                 |
| 6                                                                           | Demi-finales     | mercredi 5 octobre             | 4                     | 2                 |
| 7                                                                           | Finale           | dimanche 16 octobre            | 2                     | 1                 |

## Participant

### J1 League
| Équipe                     | Nbr d'apparition | Parcours 2021 |
| -------------------------- | ---------------- | ------------- |
| Kawasaki Frontale          | 39e              | 1/2 finale    |
| Yokohama F. Marinos        | 44e              | 2e tour       |
| Vissel Kobe                | 36e              | 4e tour       |
| Kashima Antlers            | 38e              | 1/4 de finale |
| Nagoya Grampus             | 45e              | 1/4 de finale |
| Urawa Red Diamonds         | 57e              | Vainqueur     |
| Sagan Tosu                 | 30e              | 4e tour       |
| Avispa Fukuoka             | 30e              | 3e tour       |
| FC Tokyo                   | 28e              | 2e tour       |
| Hokkaido Consadole Sapporo | 41e              | 3e tour       |
| Sanfrecce Hiroshima        | 70e              | 2e tour       |
| Cerezo Osaka               | 53e              | 1/2 finale    |
| Gamba Osaka                | 42e              | 1/4 de finale |
| Shimizu S-Pulse            | 30e              | 4e tour       |
| Kashiwa Reysol             | 54e              | 3e tour       |
| Shonan Bellmare            | 50e              | 4e tour       |
| Júbilo Iwata               | 45e              | 1/4 de finale |
| Kyoto Sanga FC             | 39e              | 4e tour       |

### J2 League
| Équipe                    | Nbr d'apparition | Parcours 2021 |
| ------------------------- | ---------------- | ------------- |
| Tokushima Vortis          | 34e              | 3e tour       |
| Oita Trinita              | 26e              | Finaliste     |
| Vegalta Sendai            | 28e              | 2e tour       |
| Yokohama FC               | 23e              | 2e tour       |
| Ventforet Kōfu            | 30e              | 2e tour       |
| V-Varen Nagasaki          | 15e              | 4e tour       |
| FC Machida Zelvia         | 10e              | 2e tour       |
| Albirex Niigata           | 30e              | 3e tour       |
| Montedio Yamagata         | 30e              | 2e tour       |
| JEF United Ichihara Chiba | 57e              | 3e tour       |
| FC Ryukyu                 | 14e              | 2e tour       |
| Mito HollyHock            | 26e              | 2e tour       |
| Fagiano Okayama           | 14e              | 3e tour       |
| Tokyo Verdy               | 47e              | 2e tour       |
| Blaublitz Akita           | 29e              | 1er tour      |
| Tochigi SC                | 22e              | 3e tour       |
| Renofa Yamaguchi FC       | 18e              | 1er tour      |
| Omiya Ardija              | 27e              | 2e tour       |
| Zweigen Kanazawa          | 18e              | 2e tour       |
| Thespakusatsu Gunma       | 19e              | 4e tour       |
| Roasso Kumamoto           | 22e              | 2e tour       |
| Iwate Grulla Morioka      | 15e              | 3e tour       |

### Amateur tête de série
| Équipe   | Nbr d'apparition | Parcours 2021 |
| -------- | ---------------- | ------------- |
| Honda FC | 42e              | 3e tour       |

### Vainqueurs fde coupepréfectorale
| Préfectures | Équipe                            | Nbr d'apparition | Parcours 2021     |
| ----------- | --------------------------------- | ---------------- | ----------------- |
| Hokkaidō    | Université de Sapporo             | 25e              | n'a pas participé |
| Aomori      | Vanraure Hachinohe                | 10e              | 3e tour           |
| Iwate       | Université Fuji                   | 3e               | n'a pas participé |
| Miyagi      | Sony Sendai FC                    | 23e              | 2e tour           |
| Akita       | Université d'Asie du Nord         | 1er              | n'a pas participé |
| Yamagata    | Club Nagai                        | 1er              | n'a pas participé |
| Fukushima   | Fukushima United                  | 10e              | n'a pas participé |
| Ibaraki     | Université de Tsukuba             | 32e              | n'a pas participé |
| Tochigi     | Vertfee Yaita                     | 3e               | n'a pas participé |
| Gunma       | Université Jobu                   | 1er              | n'a pas participé |
| Saitama     | Tokyo International University FC | 2e               | n'a pas participé |
| Chiba       | Briobecca Urayasu                 | 5e               | n'a pas participé |
| Tokyo       | Université de Rissho              | 1er              | n'a pas participé |
| Kanagawa    | Université Toin de Yokohama       | 5e               | n'a pas participé |
| Niigata     | Université de la santé de Niigata | 6e               | n'a pas participé |
| Toyama      | Kataller Toyama                   | 13e              | 2e tour           |
| Ishikawa    | Université de Hokuriku            | 5e               | n'a pas participé |
| Fukui       | Fukui United                      | 14e              | 3e tour           |
| Yamanashi   | Université Yamanashi Gakuin       | 5e               | n'a pas participé |
| Nagano      | Matsumoto Yamaga FC               | 16e              | 3e tour           |
| Gifu        | FC Gifu                           | 16e              | 1er tour          |
| Shizuoka    | Fujieda MYFC                      | 4e               | n'a pas participé |
| Aichi       | Université Chūkyō                 | 7e               | n'a pas participé |
| Mie         | Suzuka Point Getters              | 8e               | 2e tour           |

| Préfectures | Équipe                                 | Nbr d'apparition | Parcours 2021     |
| ----------- | -------------------------------------- | ---------------- | ----------------- |
| Shiga       | MIO Biwako Shiga                       | 9e               | n'a pas participé |
| Kyoto       | Université Dōshisha                    | 10e              | n'a pas participé |
| Osaka       | Université du Kansai                   | 17e              | n'a pas participé |
| Hyōgo       | Cento Cuore Harima FC                  | 10e              | n'a pas participé |
| Nara        | Nara Club                              | 13e              | n'a pas participé |
| Wakayama    | Arterivo Wakayama                      | 14e              | 1er tour          |
| Tottori     | Gainare Tottori                        | 24e              | 2e tour           |
| Shimane     | FC Kagura Shimane                      | 9e               | 1er tour          |
| Okayama     | Université internationale du Pacifique | 3e               | n'a pas participé |
| Hiroshima   | Fukuyama City                          | 3e               | 1er tour          |
| Yamaguchi   | Université Shunan                      | 12e              | n'a pas participé |
| Tokushima   | FC Tokushima                           | 7e               | 1er tour          |
| Kagawa      | Université de Takamatsu                | 2e               | n'a pas participé |
| Ehime       | FC Imabari                             | 12e              | 2e tour           |
| Kōchi       | Kochi United                           | 7e               | 2e tour           |
| Fukuoka     | Giravanz Kitakyushu                    | 13e              | 2e tour           |
| Saga        | Brew Kashima                           | 10e              | n'a pas participé |
| Nagasaki    | MD Nagasaki                            | 6e               | 1er tour          |
| Kumamoto    | FCK Marigold                           | 1er              | n'a pas participé |
| Ōita        | Verspah Oita                           | 12e              | 4e tour           |
| Miyazaki    | Honda Lock                             | 15e              | 2e tour           |
| Kagoshima   | Kagoshima United                       | 8e               | 2e tour           |
| Okinawa     | Okinawa SV                             | 4e               | 2e tour           |

## Résultats

### Premier tour
| Match 1                     | Université de Sapporo (+3)  | 1 - 0   | Université Yamanashi Gakuin (+3) | Stade Sapporo Atsubetsu, Sapporo               |                                                |
| 21 mai 2022 13h00 UTC+09:00 | Ogasawara 36e               | (1 - 0) |                                  | Spectateurs : 298 Arbitrage : Shingo Kuniyoshi | Spectateurs : 298 Arbitrage : Shingo Kuniyoshi |
| 21 mai 2022 13h00 UTC+09:00 | Nakamura 20e · Yamamoto 63e | Rapport | 59e Oyane                        | Spectateurs : 298 Arbitrage : Shingo Kuniyoshi | Spectateurs : 298 Arbitrage : Shingo Kuniyoshi |

| Match 2                     | Vertfee Yaita (+3)                                                                         | 7 - 0   | Club Nagai (+3)                 | Stade Vert Tochigi, Utsunomiya          |                                         |
| 21 mai 2022 13h00 UTC+09:00 | Toshifumi 7e · Fujita 14e (pen.) 32e 62e · Masubuchi 36e · Kamimura 40e · Tokoi 56e (pen.) | (5 - 0) |                                 | Spectateurs : 269 Arbitrage : Yu Tezuka | Spectateurs : 269 Arbitrage : Yu Tezuka |
| 21 mai 2022 13h00 UTC+09:00 | Masubuchi 35e                                                                              | Rapport | 56e Otsuki · 63e, 71e Minegishi | Spectateurs : 269 Arbitrage : Yu Tezuka | Spectateurs : 269 Arbitrage : Yu Tezuka |

| Match 3                     | Matsumoto Yamaga FC (3)              | 3 - 2   | Université de Hokuriku (+3) | Matsumoto Stadium, Matsumoto                     |                                                  |
| 21 mai 2022 13h00 UTC+09:00 | Enomoto 17e · Junichi Tanaka 31e 60e | (2 - 1) | 37e Endo · 59e Hirano       | Spectateurs : 2 824 Arbitrage : Yasuhiro Udagawa | Spectateurs : 2 824 Arbitrage : Yasuhiro Udagawa |
| 21 mai 2022 13h00 UTC+09:00 |                                      | Rapport | 46e Minamizawa              | Spectateurs : 2 824 Arbitrage : Yasuhiro Udagawa | Spectateurs : 2 824 Arbitrage : Yasuhiro Udagawa |

| Match 4                     | FC Imabari (3) | 1 - 4   | Okinawa SV (+3)                       | Stade Ningineer, Matsuyama                |                                           |
| 21 mai 2022 12h00 UTC+09:00 | Nakagawa 45+1e | (1 - 0) | 55e 68e Yamada · 60e Gibo · 63e Anzai | Spectateurs : 516 Arbitrage : Kenya Ohara | Spectateurs : 516 Arbitrage : Kenya Ohara |
| 21 mai 2022 12h00 UTC+09:00 | Kusumi 62e     | Rapport |                                       | Spectateurs : 516 Arbitrage : Kenya Ohara | Spectateurs : 516 Arbitrage : Kenya Ohara |

| Match 5                     | Université Jobu (+3) | 0 - 1   | Université Fuji (+3) | Stade de football Gunma Shikishima, Maebashi |                                             |
| 22 mai 2022 13h00 UTC+09:00 |                      | (0 - 0) | 71e Chiba            | Spectateurs : 438 Arbitrage : Nozomi Nagata  | Spectateurs : 438 Arbitrage : Nozomi Nagata |
| 22 mai 2022 13h00 UTC+09:00 | Kaita 76e            | Rapport |                      | Spectateurs : 438 Arbitrage : Nozomi Nagata  | Spectateurs : 438 Arbitrage : Nozomi Nagata |

| Match 6                     | Kagoshima United (3)                       | 3 - 1   | Giravanz Kitakyushu (3) | Stade Shiranami, Kagoshima                    |                                               |
| 22 mai 2022 13h00 UTC+09:00 | Nakahara 24e · Yamamoto 42e · Yonezawa 62e | (2 - 0) | 78e Nakayama            | Spectateurs : 1 853 Arbitrage : Tatsuya Sakai | Spectateurs : 1 853 Arbitrage : Tatsuya Sakai |
| 22 mai 2022 13h00 UTC+09:00 |                                            | Rapport | 87e Takeaki Harigaya    | Spectateurs : 1 853 Arbitrage : Tatsuya Sakai | Spectateurs : 1 853 Arbitrage : Tatsuya Sakai |

| Match 7                     | Vanraure Hachinohe (3) | 0 - 1   | Université de la santé de Niigata (+3) | Stade Prifoods, Hachinohe                   |                                             |
| 22 mai 2022 13h00 UTC+09:00 |                        | (0 - 1) | 17e Nohiraki                           | Spectateurs : 554 Arbitrage : Ken Tsukahara | Spectateurs : 554 Arbitrage : Ken Tsukahara |
| 22 mai 2022 13h00 UTC+09:00 |                        | Rapport | 66e Hasegawa · 90+3e Numata            | Spectateurs : 554 Arbitrage : Ken Tsukahara | Spectateurs : 554 Arbitrage : Ken Tsukahara |

| Match 8                     | FC Gifu (3)                  | 3 - 2   | Université Chūkyō (+3) | Prairie de Gifu Nagaragawa, Gifu             |                                              |
| 21 mai 2022 13h00 UTC+09:00 | Ishizu 39e 75e · Fujioka 84e | (1 - 1) | 15e Udo · 66e Kozakai  | Spectateurs : 902 Arbitrage : Yoshihito Hori | Spectateurs : 902 Arbitrage : Yoshihito Hori |
| 21 mai 2022 13h00 UTC+09:00 | Kubota 90+3e                 | Rapport | 26e Kozakai            | Spectateurs : 902 Arbitrage : Yoshihito Hori | Spectateurs : 902 Arbitrage : Yoshihito Hori |

| Match 9                     | MD Nagasaki (+3) | 1 - 2   | FC Kagura Shimane (+3)  | Stade de Nagasaki, Nagasaki                      |                                                  |
| 22 mai 2022 13h00 UTC+09:00 | Ueno 90+1e       | (0 - 2) | 15e Baba · 43e Kawanaka | Spectateurs : 255 Arbitrage : Yasuyuki Matsumoto | Spectateurs : 255 Arbitrage : Yasuyuki Matsumoto |
| 22 mai 2022 13h00 UTC+09:00 | Ueno 83e         | Rapport |                         | Spectateurs : 255 Arbitrage : Yasuyuki Matsumoto | Spectateurs : 255 Arbitrage : Yasuyuki Matsumoto |

| Match 10                    | Fukui United (+3) | 0 - 1   | Université Dōshisha (+3)   | Stade Technoport Fukui, Sakai                    |                                                  |
| 22 mai 2022 13h00 UTC+09:00 |                   | (0 - 0) | 66e Nagasaka               | Spectateurs : 535 Arbitrage : Funahashi Takamasa | Spectateurs : 535 Arbitrage : Funahashi Takamasa |
| 22 mai 2022 13h00 UTC+09:00 |                   | Rapport | 63e Honda · 83e, 83e Azuma | Spectateurs : 535 Arbitrage : Funahashi Takamasa | Spectateurs : 535 Arbitrage : Funahashi Takamasa |

| Match 11                    | Arterivo Wakayama (+3)  | 2 - 4   | Université du Kansai (+3)              | Stade d'athlétisme du parc Kimiidera, Wakayama  |                                                 |
| 21 mai 2022 13h00 UTC+09:00 | Kubo 30e · Taguchi 39e  | (2 - 2) | 11e 67e Momota · 35e Matsuo · 87e Kujo | Spectateurs : 393 Arbitrage : Yasukawa Kiminori | Spectateurs : 393 Arbitrage : Yasukawa Kiminori |
| 21 mai 2022 13h00 UTC+09:00 | Utsugi 23e · Kokubo 78e | Rapport |                                        | Spectateurs : 393 Arbitrage : Yasukawa Kiminori | Spectateurs : 393 Arbitrage : Yasukawa Kiminori |

| Match 12                    | Nara Club (+3)                         | 0 - 1 a. p.           | Honda FC (4)   | Champ Rohto Nara, Nara                        |                                               |
| 22 mai 2022 13h00 UTC+09:00 |                                        | (0 - 0, 0 - 0, 0 - 0) | 120+2e Okazaki | Spectateurs : 404 Arbitrage : Yuichi Hanakawa | Spectateurs : 404 Arbitrage : Yuichi Hanakawa |
| 22 mai 2022 13h00 UTC+09:00 | Ise 12e · Kokuryo 105+2e · Kaneko 113e | Rapport               |                | Spectateurs : 404 Arbitrage : Yuichi Hanakawa | Spectateurs : 404 Arbitrage : Yuichi Hanakawa |

| Match 13                    | Suzuka Point Getters (+3)             | 3 - 0   | Cento Cuore Harima FC (+3) | Jardin des sports Mie Suzuka, Suzuka        |                                             |
| 22 mai 2022 13h00 UTC+09:00 | Miyake 56e · Suemasa 59e · Kitano 70e | (0 - 0) |                            | Spectateurs : 1 038 Arbitrage : Hiroki Tani | Spectateurs : 1 038 Arbitrage : Hiroki Tani |
| 22 mai 2022 13h00 UTC+09:00 | Nakazato 27e · Miyake 34e             | Rapport |                            | Spectateurs : 1 038 Arbitrage : Hiroki Tani | Spectateurs : 1 038 Arbitrage : Hiroki Tani |

| Match 14                    | Université de Takamatsu (+3) | 0 - 3   | Université Shunan (+3)                      | Stade Pikara, Marugame                       |                                              |
| 22 mai 2022 15h00 UTC+09:00 |                              | (0 - 2) | 34e Terasaka · 41e Matsumoto · 63e Yamamoto | Spectateurs : 288 Arbitrage : Kenji Wakamiya | Spectateurs : 288 Arbitrage : Kenji Wakamiya |
| 22 mai 2022 15h00 UTC+09:00 |                              | Rapport | 88e Hamaguchi                               | Spectateurs : 288 Arbitrage : Kenji Wakamiya | Spectateurs : 288 Arbitrage : Kenji Wakamiya |

| Match 15                    | Brew Kashima (+3) | 0 - 2   | Kochi United (+3)          | Stade de Tosu, Tosu                           |                                               |
| 22 mai 2022 13h00 UTC+09:00 |                   | (0 - 0) | 59e Yamada · 87e Nishimura | Spectateurs : 439 Arbitrage : Takuya Yokoyama | Spectateurs : 439 Arbitrage : Takuya Yokoyama |
| 22 mai 2022 13h00 UTC+09:00 |                   | Rapport | 65e Kanai · 67e Yamada     | Spectateurs : 439 Arbitrage : Takuya Yokoyama | Spectateurs : 439 Arbitrage : Takuya Yokoyama |

| Match 16                    | Gainare Tottori (3)       | 0 - 4   | Verspah Oita (+3)                          | Stade Axis Bird, Tottori                          |                                                   |
| 22 mai 2022 13h00 UTC+09:00 |                           | (0 - 2) | 31e Tone · 42e 66e Yabuuchi · 70e Fujimoto | Spectateurs : 434 Arbitrage : Kazuyoshi Karashima | Spectateurs : 434 Arbitrage : Kazuyoshi Karashima |
| 22 mai 2022 13h00 UTC+09:00 | Nagai 80e · Taguchi 90+2e | Rapport |                                            | Spectateurs : 434 Arbitrage : Kazuyoshi Karashima | Spectateurs : 434 Arbitrage : Kazuyoshi Karashima |

| Match 17                    | Université Toin de Yokohama (+3) | 1 - 0   | Université de Rissho (+3) | Stade Lemon Gas Hiratsuka, Hiratsuka        |                                             |
| 22 mai 2022 13h00 UTC+09:00 | Yamada 47e                       | (0 - 0) |                           | Spectateurs : 466 Arbitrage : Takahito Seta | Spectateurs : 466 Arbitrage : Takahito Seta |
| 22 mai 2022 13h00 UTC+09:00 | Haneda 28e · Igarashi 66e        | Rapport | 16e Hiramatsu             | Spectateurs : 466 Arbitrage : Takahito Seta | Spectateurs : 466 Arbitrage : Takahito Seta |

| Match 18                    | MIO Biwako Shiga (+3)                   | 1 - 2 a. p.           | Université internationale du Pacifique (+3) | Stade d'athlétisme du parc Nunobiki, Higashiōmi |                                                |
| 22 mai 2022 13h00 UTC+09:00 | Akiyama 43e                             | (1 - 1, 1 - 1, 1 - 1) | 9e Matsukubo · 110e Taguchi                 | Spectateurs : 159 Arbitrage : Ryuhei Yamaguchi  | Spectateurs : 159 Arbitrage : Ryuhei Yamaguchi |
| 22 mai 2022 13h00 UTC+09:00 | Kokuryo 32e · Takeda 65e · Tsunoda 110e | Rapport               | 81e Mori                                    | Spectateurs : 159 Arbitrage : Ryuhei Yamaguchi  | Spectateurs : 159 Arbitrage : Ryuhei Yamaguchi |

| Match 19                    | Kataller Toyama (3) | 1 - 0   | Fujieda MYFC (3)      | Noyau sportif Takaoka, Takaoka                   |                                                  |
| 22 mai 2022 13h00 UTC+09:00 | Yoshihira 17e       | (1 - 0) |                       | Spectateurs : 1 169 Arbitrage : Toshiki Tomomasa | Spectateurs : 1 169 Arbitrage : Toshiki Tomomasa |
| 22 mai 2022 13h00 UTC+09:00 |                     | Rapport | 9e Yokoyama · 60e Doi | Spectateurs : 1 169 Arbitrage : Toshiki Tomomasa | Spectateurs : 1 169 Arbitrage : Toshiki Tomomasa |

| Match 20                    | Université de Tsukuba (+3)                 | 2 - 2 a. p.           | Briobecca Urayasu (+3)               | Stade de Hitachinaka, Hitachinaka           |                                             |
| 22 mai 2022 13h00 UTC+09:00 | Sumi 18e · Wada 115e                       | (1 - 0, 1 - 1, 1 - 2) | 75e Hayashida · 101e Inoue           | Spectateurs : 555 Arbitrage : Hiroki Murata | Spectateurs : 555 Arbitrage : Hiroki Murata |
| 22 mai 2022 13h00 UTC+09:00 | Takayama 66e                               | Rapport               | 35e Hashimoto · 102e Togashi ·       | Spectateurs : 555 Arbitrage : Hiroki Murata | Spectateurs : 555 Arbitrage : Hiroki Murata |
| 22 mai 2022 13h00 UTC+09:00 | Wada · Okita · Takeuchi · Kurihara · Shoji | Tirs au but 5 - 3     | Hashimoto · Ito · Taniguchi · Saitai | Spectateurs : 555 Arbitrage : Hiroki Murata | Spectateurs : 555 Arbitrage : Hiroki Murata |

| Match 21                    | Fukuyama City (+3)                    | 3 - 2   | FC Tokushima (+3)             | Grande Arche d'Hiroshima, Hiroshima       |                                           |
| 22 mai 2022 13h00 UTC+09:00 | Soga 18e · Takayama 54e · Komatsu 86e | (1 - 1) | 40e Sunomata · 89e Takabatake | Spectateurs : 609 Arbitrage : Kakuro Hori | Spectateurs : 609 Arbitrage : Kakuro Hori |
| 22 mai 2022 13h00 UTC+09:00 |                                       | Rapport | 69e Akizuki                   | Spectateurs : 609 Arbitrage : Kakuro Hori | Spectateurs : 609 Arbitrage : Kakuro Hori |

| Match 22                    | Fukushima United (3)                                      | 7 - 1   | Université d'Asie du Nord (+3) | Stade Toho, Fukushima                       |                                             |
| 21 mai 2022 13h00 UTC+09:00 | Takahashi 1re 45+3e 64e · Nagano 20e 38e 45+1e · Mori 86e | (5 - 1) | 9e Uchigaki                    | Spectateurs : 546 Arbitrage : Hiroki Tanabé | Spectateurs : 546 Arbitrage : Hiroki Tanabé |
| 21 mai 2022 13h00 UTC+09:00 | Rapport                                                   |         |                                | Spectateurs : 546 Arbitrage : Hiroki Tanabé | Spectateurs : 546 Arbitrage : Hiroki Tanabé |

| Match 23                    | Honda Lock (+3)                 | 3 - 0   | FCK Marigold (+3) | Stade Unilever Shintomi, Shintomi           |                                             |
| 21 mai 2022 13h00 UTC+09:00 | Hasegawa 20e 50e · Fujiyama 51e | (1 - 0) |                   | Spectateurs : 239 Arbitrage : Koji Takasaki | Spectateurs : 239 Arbitrage : Koji Takasaki |
| 21 mai 2022 13h00 UTC+09:00 | Rapport                         |         |                   | Spectateurs : 239 Arbitrage : Koji Takasaki | Spectateurs : 239 Arbitrage : Koji Takasaki |

| Match 24                    | Sony Sendai FC (+3)         | 3 - 1   | Tokyo International Université FC (+3) | Stade de Miyagi, Rifu                        |                                              |
| 21 mai 2022 13h00 UTC+09:00 | Uchino 9e 76e · Akimoto 11e | (2 - 0) | 90+4e Kojima                           | Spectateurs : 202 Arbitrage : Masashi Harada | Spectateurs : 202 Arbitrage : Masashi Harada |
| 21 mai 2022 13h00 UTC+09:00 | Uchino 29e                  | Rapport |                                        | Spectateurs : 202 Arbitrage : Masashi Harada | Spectateurs : 202 Arbitrage : Masashi Harada |

### Deuxième tour
| Match 25                      | Kawasaki Frontale (1)                                         | 5 - 0   | Université de Sapporo (+3)              | Stade d'athlétisme de Todoroki, Kawasaki     |                                              |
| 1er juin 2022 18h00 UTC+09:00 | Kozuka 13e · Schmidt 16e · Chinen 20e · Seko 26e · Einaga 65e | (4 - 0) |                                         | Spectateurs : 4 667 Arbitrage : Shu Kawamata | Spectateurs : 4 667 Arbitrage : Shu Kawamata |
| 1er juin 2022 18h00 UTC+09:00 |                                                               | Rapport | 18e Kiyoho · 52e Tanaka · 87e Ogasawara | Spectateurs : 4 667 Arbitrage : Shu Kawamata | Spectateurs : 4 667 Arbitrage : Shu Kawamata |

| Match 26                      | Tokyo Verdy (2)                   | 2 - 1   | Blaublitz Akita (2) | Stade Ajinomoto, Tokyo                              |                                                     |
| 1er juin 2022 19h00 UTC+09:00 | Sato 7e · Boniface NdukaNduka 31e | (2 - 1) | 1re Kogure          | Spectateurs : 1 053 Arbitrage : Yoshikazu Matsuzawa | Spectateurs : 1 053 Arbitrage : Yoshikazu Matsuzawa |
| 1er juin 2022 19h00 UTC+09:00 | Kato 45+1e                        | Rapport | 84e Kogure          | Spectateurs : 1 053 Arbitrage : Yoshikazu Matsuzawa | Spectateurs : 1 053 Arbitrage : Yoshikazu Matsuzawa |

| Match 27                      | Shonan Bellmare (1)                  | 3 - 0   | Vertfee Yaita (+3) | Stade Lemon Gas Hiratsuka, Hiratsuka               |                                                    |
| 1er juin 2022 18h00 UTC+09:00 | Segawa 32e · Nagaki 60e · Suzuki 82e | (1 - 0) |                    | Spectateurs : 1 276 Arbitrage : Hiroyoshi Takayama | Spectateurs : 1 276 Arbitrage : Hiroyoshi Takayama |
| 1er juin 2022 18h00 UTC+09:00 | Minoda 53e                           | Rapport | 54e Ono            | Spectateurs : 1 276 Arbitrage : Hiroyoshi Takayama | Spectateurs : 1 276 Arbitrage : Hiroyoshi Takayama |

| Match 28                      | Júbilo Iwata (1)                                                    | 5 - 2   | Matsumoto Yamaga FC (3) | Stade Yamaha, Iwata                           |                                               |
| 1er juin 2022 19h00 UTC+09:00 | Seita 9e · Kurokawa 14e · Kanuma 53e · Yoshinaga 55e · Furukawa 68e | (2 - 1) | 4e Tanaka · 82e Komatsu | Spectateurs : 3 773 Arbitrage : Toru Kakinuma | Spectateurs : 3 773 Arbitrage : Toru Kakinuma |
| 1er juin 2022 19h00 UTC+09:00 |                                                                     | Rapport | 35e Yamada              | Spectateurs : 3 773 Arbitrage : Toru Kakinuma | Spectateurs : 3 773 Arbitrage : Toru Kakinuma |

| Match 29                      | Avispa Fukuoka (1)                     | 3 - 0   | Okinawa SV (+3) | Level5 Stadium, Fukuoka                         |                                                 |
| 1er juin 2022 19h00 UTC+09:00 | Kanamori 40e · Kitajima 54e · Toya 71e | (1 - 0) |                 | Spectateurs : 1 459 Arbitrage : Tetsuro Yoshida | Spectateurs : 1 459 Arbitrage : Tetsuro Yoshida |
| 1er juin 2022 19h00 UTC+09:00 |                                        | Rapport | 77e Oshiro      | Spectateurs : 1 459 Arbitrage : Tetsuro Yoshida | Spectateurs : 1 459 Arbitrage : Tetsuro Yoshida |

| Match 30                      | FC Machida Zelvia (2)              | 1 - 3   | Iwate Grulla Morioka (2)                        | Stade Machida GION, Machida                 |                                             |
| 1er juin 2022 19h00 UTC+09:00 | Okano 24e                          | (1 - 2) | 11e Otabor · 41e Morelatto · 65e Wada           | Spectateurs : 737 Arbitrage : Hiromichi Oka | Spectateurs : 737 Arbitrage : Hiromichi Oka |
| 1er juin 2022 19h00 UTC+09:00 | Hirato 40e · Araújo 44e · Dudu 82e | Rapport | 30e Komatsu · 32e Tabira · 52e Muta · 76e Ishii | Spectateurs : 737 Arbitrage : Hiromichi Oka | Spectateurs : 737 Arbitrage : Hiromichi Oka |

| Match 31                    | FC Tokyo (1)                | 2 - 0   | Université Fuji (+3) | Stade Ajinomoto, Tokyo                        |                                               |
| 8 juin 2022 19h00 UTC+09:00 | Watanabe 36e · Adaílton 43e | (2 - 0) |                      | Spectateurs : 3 276 Arbitrage : Ikkei Enomoto | Spectateurs : 3 276 Arbitrage : Ikkei Enomoto |
| 8 juin 2022 19h00 UTC+09:00 | Rapport                     |         |                      | Spectateurs : 3 276 Arbitrage : Ikkei Enomoto | Spectateurs : 3 276 Arbitrage : Ikkei Enomoto |

| Match 32                      | V-Varen Nagasaki (2) | 1 - 0   | Kagoshima United (3) | Stade Transcosmos Nagasaki, Isahaya        |                                            |
| 1er juin 2022 19h00 UTC+09:00 | Okuda 31e            | (1 - 0) |                      | Spectateurs : 1 964 Arbitrage : Reo Tanaka | Spectateurs : 1 964 Arbitrage : Reo Tanaka |
| 1er juin 2022 19h00 UTC+09:00 | Rapport              |         |                      | Spectateurs : 1 964 Arbitrage : Reo Tanaka | Spectateurs : 1 964 Arbitrage : Reo Tanaka |

| Match 33                      | Kashima Antlers (1)    | 2 - 1   | Université de la santé de Niigata (+3) | Stade de Kashima, Kashima                      |                                                |
| 1er juin 2022 19h00 UTC+09:00 | Someno 56e · Izumi 74e | (0 - 0) | 85e Komori                             | Spectateurs : 2 670 Arbitrage : Keigo Sendachi | Spectateurs : 2 670 Arbitrage : Keigo Sendachi |
| 1er juin 2022 19h00 UTC+09:00 |                        | Rapport | 6e Nobiraki                            | Spectateurs : 2 670 Arbitrage : Keigo Sendachi | Spectateurs : 2 670 Arbitrage : Keigo Sendachi |

| Match 34                      | FC Ryukyu (2) | 1 - 4   | Omiya Ardija (2)                           | Stade Tapic Kenso Hiyagon, Okinawa            |                                               |
| 1er juin 2022 19h00 UTC+09:00 | Omoto 57e     | (0 - 3) | 4e Tomiyama · 23e 84e Takeda · 38e Kikuchi | Spectateurs : 405 Arbitrage : Takao Nishiyama | Spectateurs : 405 Arbitrage : Takao Nishiyama |
| 1er juin 2022 19h00 UTC+09:00 | Phạm 76e      | Rapport |                                            | Spectateurs : 405 Arbitrage : Takao Nishiyama | Spectateurs : 405 Arbitrage : Takao Nishiyama |

| Match 35                      | Gamba Osaka (1)                                     | 4 - 2 a. p.           | FC Gifu (3)             | Stade de football de Suita, Suita                  |                                                    |
| 1er juin 2022 19h00 UTC+09:00 | Silva 21e · Okuno 47e · Patric 102e · Fujiharu 113e | (1 - 2, 2 - 2, 3 - 2) | 8e Togashi · 14e Murata | Spectateurs : 3 035 Arbitrage : Koichiro Fukushima | Spectateurs : 3 035 Arbitrage : Koichiro Fukushima |
| 1er juin 2022 19h00 UTC+09:00 | Yamami 107e                                         | Rapport               |                         | Spectateurs : 3 035 Arbitrage : Koichiro Fukushima | Spectateurs : 3 035 Arbitrage : Koichiro Fukushima |

| Match 36                      | Oita Trinita (2)                      | 3 - 0   | FC Kagura Shimane (+3) | Stade d'Oita, Ōita                            |                                               |
| 1er juin 2022 19h00 UTC+09:00 | Umesaki 20e · Utsumoto 63e · Sato 76e | (1 - 0) |                        | Spectateurs : 1 587 Arbitrage : Masakazu Sato | Spectateurs : 1 587 Arbitrage : Masakazu Sato |
| 1er juin 2022 19h00 UTC+09:00 | Yuki Kobayashi 33e                    | Rapport | 58e Tsujikawa          | Spectateurs : 1 587 Arbitrage : Masakazu Sato | Spectateurs : 1 587 Arbitrage : Masakazu Sato |

| Match 37                      | Nagoya Grampus (1)   | 2 - 0   | Université Dōshisha (+3) | Stade Paloma Mizuho, Nagoya                     |                                                 |
| 1er juin 2022 19h00 UTC+09:00 | Abe 46e · Mateus 89e | (0 - 0) |                          | Spectateurs : 3 909 Arbitrage : Yoshiro Imamura | Spectateurs : 3 909 Arbitrage : Yoshiro Imamura |
| 1er juin 2022 19h00 UTC+09:00 |                      | Rapport | 44e Koike                | Spectateurs : 3 909 Arbitrage : Yoshiro Imamura | Spectateurs : 3 909 Arbitrage : Yoshiro Imamura |

| Match 38                      | JEF United Ichihara Chiba (2) | 1 - 2   | Zweigen Kanazawa (2)      | Fukuda Denshi Arena, Chiba                    |                                               |
| 1er juin 2022 19h00 UTC+09:00 | Sakuragawa 8e                 | (1 - 0) | 78e Toyoda · 90+4e Toyoda | Spectateurs : 1 867 Arbitrage : Koji Takasaki | Spectateurs : 1 867 Arbitrage : Koji Takasaki |
| 1er juin 2022 19h00 UTC+09:00 | Sakuragawa 26e · Miki 74e     | Rapport | 89e Kuroki                | Spectateurs : 1 867 Arbitrage : Koji Takasaki | Spectateurs : 1 867 Arbitrage : Koji Takasaki |

| Match 39                      | Cerezo Osaka (1)                   | 3 - 1   | Université du Kansai (+3) | Nagai Ball Gall Field, Osaka                     |                                                  |
| 1er juin 2022 19h00 UTC+09:00 | Kato 21e · Mendes 33e · Funaki 36e | (3 - 0) | 48e Nishimura             | Spectateurs : 3 157 Arbitrage : Yuichi Nishimura | Spectateurs : 3 157 Arbitrage : Yuichi Nishimura |
| 1er juin 2022 19h00 UTC+09:00 | Rapport                            |         |                           | Spectateurs : 3 157 Arbitrage : Yuichi Nishimura | Spectateurs : 3 157 Arbitrage : Yuichi Nishimura |

| Match 40                      | Vegalta Sendai (2)      | 2 - 1   | Honda FC (4) | Stade de Sendai, Sendai                          |                                                  |
| 1er juin 2022 19h00 UTC+09:00 | Nakayama 32e · Kato 37e | (2 - 1) | 13e Miura    | Spectateurs : 1 587 Arbitrage : Futoshi Nakamura | Spectateurs : 1 587 Arbitrage : Futoshi Nakamura |
| 1er juin 2022 19h00 UTC+09:00 |                         | Rapport | 32e Suzuki   | Spectateurs : 1 587 Arbitrage : Futoshi Nakamura | Spectateurs : 1 587 Arbitrage : Futoshi Nakamura |

| Match 41                      | Yokohama F. Marinos (1)                | 3 - 0   | Suzuka Point Getters (+3)   | Stade NHK Spring Mitsuzawa Football, Yokohama     |                                                   |
| 1er juin 2022 19h00 UTC+09:00 | Nishimura 9e · Koike 75e · Ceará 90+3e | (1 - 0) |                             | Spectateurs : 4 009 Arbitrage : Takafumi Mikuriya | Spectateurs : 4 009 Arbitrage : Takafumi Mikuriya |
| 1er juin 2022 19h00 UTC+09:00 | Koike 69e                              | Rapport | 68e Nakamura · 90+1e Kitano | Spectateurs : 4 009 Arbitrage : Takafumi Mikuriya | Spectateurs : 4 009 Arbitrage : Takafumi Mikuriya |

| Match 42                      | Fagiano Okayama (2) | 0 - 1   | Tochigi SC (2) | Stade City Light, Okayama                   |                                             |
| 1er juin 2022 19h00 UTC+09:00 |                     | (0 - 0) | 87e Tokac      | Spectateurs : 1 802 Arbitrage : Yuzo Sutani | Spectateurs : 1 802 Arbitrage : Yuzo Sutani |
| 1er juin 2022 19h00 UTC+09:00 | Rapport             |         |                | Spectateurs : 1 802 Arbitrage : Yuzo Sutani | Spectateurs : 1 802 Arbitrage : Yuzo Sutani |

| Match 43                      | Shimizu S-Pulse (1)                                                | 8 - 0   | Université Shunan (+3) | Stade du parc Nihondaira, Shizuoka |                             |
| 1er juin 2022 19h00 UTC+09:00 | Thiago 13e 33e · Disaro 41e 49e 52e · Nakayama 44e 56e · 86e (csc) | (4 - 0) |                        | Arbitrage : Hiroki Kasahara        | Arbitrage : Hiroki Kasahara |
| 1er juin 2022 19h00 UTC+09:00 | Rapport                                                            |         |                        | Arbitrage : Hiroki Kasahara        | Arbitrage : Hiroki Kasahara |

| Match 44                      | Kyoto Sanga FC (1)             | 3 - 1 a. p.           | Kochi United (+3) | Stade Takebishi Kyoto, Kyoto                    |                                                 |
| 1er juin 2022 19h00 UTC+09:00 | Yamasaki 82e 105+1e · Omae 99e | (0 - 0, 1 - 1, 3 - 1) | 69e Akahoshi      | Spectateurs : 1 708 Arbitrage : Toshihiro Nakai | Spectateurs : 1 708 Arbitrage : Toshihiro Nakai |
| 1er juin 2022 19h00 UTC+09:00 | Tanaka 56e · Honda 58e         | Rapport               |                   | Spectateurs : 1 708 Arbitrage : Toshihiro Nakai | Spectateurs : 1 708 Arbitrage : Toshihiro Nakai |

| Match 45                      | Sagan Tosu (1) | 1 - 0   | Verspah Oita (+3) | Stade de Tosu, Tosu                             |                                                 |
| 1er juin 2022 19h00 UTC+09:00 | Diego 44e      | (1 - 0) |                   | Spectateurs : 2 746 Arbitrage : Akihiko Ikeuchi | Spectateurs : 2 746 Arbitrage : Akihiko Ikeuchi |
| 1er juin 2022 19h00 UTC+09:00 |                | Rapport | 17e Himeno        | Spectateurs : 2 746 Arbitrage : Akihiko Ikeuchi | Spectateurs : 2 746 Arbitrage : Akihiko Ikeuchi |

| Match 46                      | Albirex Niigata (2) | 1 - 4   | Roasso Kumamoto (2)                                    | Stade Denka, Niigata                             |                                                  |
| 1er juin 2022 19h00 UTC+09:00 | Komi 11e            | (1 - 2) | 8e Sugata · 25e Sakamoto · 66e Takemoto · 88e Kawahara | Spectateurs : 4 135 Arbitrage : Shingo Kuniyoshi | Spectateurs : 4 135 Arbitrage : Shingo Kuniyoshi |
| 1er juin 2022 19h00 UTC+09:00 | Akiyama 9e          | Rapport |                                                        | Spectateurs : 4 135 Arbitrage : Shingo Kuniyoshi | Spectateurs : 4 135 Arbitrage : Shingo Kuniyoshi |

| Match 47                    | Hokkaido Consadole Sapporo (1)                      | 4 - 3 a. p.           | Université Toin de Yokohama (+3)    | Stade Sapporo Atsubetsu, Sapporo              |                                               |
| 8 juin 2022 18h00 UTC+09:00 | Kaneko 56e · Aoki 68e · Okamura 90+4e · Kaneko 111e | (0 - 2, 3 - 3, 3 - 3) | 18e 23e Shirawaji · 89e Teranuma    | Spectateurs : 1 642 Arbitrage : Toru Kakinuma | Spectateurs : 1 642 Arbitrage : Toru Kakinuma |
| 8 juin 2022 18h00 UTC+09:00 | Nishino 28e · Fujimura 114e                         | Rapport               | 82e Kanda · 96e Tanaka · 101e Kasaï | Spectateurs : 1 642 Arbitrage : Toru Kakinuma | Spectateurs : 1 642 Arbitrage : Toru Kakinuma |

| Match 48                      | Ventforet Kōfu (2)                           | 5 - 1   | Université internationale du Pacifique (+3) | Kose Sports Park Stadium, Kōfu                |                                               |
| 1er juin 2022 18h00 UTC+09:00 | Naito 8e 70e · Iijima 58e · Nakayama 80e 90e | (1 - 1) | 30e Mori                                    | Spectateurs : 1 250 Arbitrage : Yusuke Ohashi | Spectateurs : 1 250 Arbitrage : Yusuke Ohashi |
| 1er juin 2022 18h00 UTC+09:00 | Rapport                                      |         |                                             | Spectateurs : 1 250 Arbitrage : Yusuke Ohashi | Spectateurs : 1 250 Arbitrage : Yusuke Ohashi |

| Match 49                      | Vissel Kobe (1)              | 3 - 2   | Kataller Toyama (3)     | Stade du parc Misaki, Kobe                |                                           |
| 1er juin 2022 18h00 UTC+09:00 | Osako 70e 90+1e · Sasaki 89e | (0 - 2) | 5e Ando · 27e Takahashi | Spectateurs : 2 335 Arbitrage : Koei Koya | Spectateurs : 2 335 Arbitrage : Koei Koya |
| 1er juin 2022 18h00 UTC+09:00 |                              | Rapport | 84e Himeno              | Spectateurs : 2 335 Arbitrage : Koei Koya | Spectateurs : 2 335 Arbitrage : Koei Koya |

| Match 50                      | Mito HollyHock (2) | 1 - 2 a. p.          | Renofa Yamaguchi (2)     | Stade K's denki Mito, Mito                        |                                                   |
| 1er juin 2022 19h00 UTC+09:00 | Takai 76e (pen.)   | (0 - 1, 1 - 1, 1 -1) | 4e Shimaya · 106e Numata | Spectateurs : 845 Arbitrage : Kazuyoshi Karashima | Spectateurs : 845 Arbitrage : Kazuyoshi Karashima |
| 1er juin 2022 19h00 UTC+09:00 | Yamada 114e        | Rapport              | 97e Ikoma · 105e Manabe  | Spectateurs : 845 Arbitrage : Kazuyoshi Karashima | Spectateurs : 845 Arbitrage : Kazuyoshi Karashima |

| Match 51                      | Kashiwa Reysol (1) | 1 - 0   | Université de Tsukuba (+3) | Stade Kashiwa, Kashiwa                          |                                                 |
| 1er juin 2022 19h00 UTC+09:00 | Takahashi 58e      | (0 - 0) |                            | Spectateurs : 2 435 Arbitrage : Hirokazu Otsubo | Spectateurs : 2 435 Arbitrage : Hirokazu Otsubo |
| 1er juin 2022 19h00 UTC+09:00 | Ominami 77e        | Rapport |                            | Spectateurs : 2 435 Arbitrage : Hirokazu Otsubo | Spectateurs : 2 435 Arbitrage : Hirokazu Otsubo |

| Match 52                      | Tokushima Vortis (2)    | 2 - 1   | Fukuyama City (+3) | Stade Pocarisweat, Naruto                  |                                            |
| 1er juin 2022 19h00 UTC+09:00 | Hyeon 11e · Bakenga 42e | (2 - 0) | 46e Takahashi      | Spectateurs : 1 191 Arbitrage : Kohei Yano | Spectateurs : 1 191 Arbitrage : Kohei Yano |
| 1er juin 2022 19h00 UTC+09:00 |                         | Rapport | 29e Sawada         | Spectateurs : 1 191 Arbitrage : Kohei Yano | Spectateurs : 1 191 Arbitrage : Kohei Yano |

| Match 53                      | Urawa Red Diamonds (1) | 1 - 0   | Fukushima United (3) | Stade Urawa Komaba, Saitama                  |                                              |
| 1er juin 2022 19h00 UTC+09:00 | Akimoto 47e            | (0 - 0) |                      | Spectateurs : 6 812 Arbitrage : Takuto Okabe | Spectateurs : 6 812 Arbitrage : Takuto Okabe |
| 1er juin 2022 19h00 UTC+09:00 | Okubo 84e              | Rapport |                      | Spectateurs : 6 812 Arbitrage : Takuto Okabe | Spectateurs : 6 812 Arbitrage : Takuto Okabe |

| Match 54                      | Montedio Yamagata (2) | 1 - 3   | Thespakusatsu Gunma (2)               | Stade du parc Yamagata, Tendō                 |                                               |
| 1er juin 2022 19h00 UTC+09:00 | Yokoyama 24e          | (1 - 2) | 6e Kitagawa · 34e Tanaka · 64e Takagi | Spectateurs : 2 052 Arbitrage : Tatsuya Sakai | Spectateurs : 2 052 Arbitrage : Tatsuya Sakai |
| 1er juin 2022 19h00 UTC+09:00 | Kido 32e              | Rapport |                                       | Spectateurs : 2 052 Arbitrage : Tatsuya Sakai | Spectateurs : 2 052 Arbitrage : Tatsuya Sakai |

| Match 55                      | Sanfrecce Hiroshima (1)  | 2 - 0   | Honda Lock (+3) | Stade Fukuyama Tsuun Rose, Fukuyama            |                                                |
| 1er juin 2022 18h30 UTC+09:00 | Mitsuta 32e · Sasaki 52e | (1 - 0) |                 | Spectateurs : 2 463 Arbitrage : Hayato Shimizu | Spectateurs : 2 463 Arbitrage : Hayato Shimizu |
| 1er juin 2022 18h30 UTC+09:00 | Rapport                  |         |                 | Spectateurs : 2 463 Arbitrage : Hayato Shimizu | Spectateurs : 2 463 Arbitrage : Hayato Shimizu |

| Match 56                    | Yokohama FC (2)                            | 3 - 3 a. p.           | Sony Sendai FC (+3)                      | Stade NHK Spring Mitsuzawa Football, Yokohama |                                               |
| 8 juin 2022 19h00 UTC+09:00 | Vizeu 28e · Nishiyama 42e · Nishiyama 115e | (2 - 0, 2 - 2, 2 - 3) | 50e Matsumoto · 57e Akimoto · 93e Hirata | Spectateurs : 1 452 Arbitrage : Hide Kawamata | Spectateurs : 1 452 Arbitrage : Hide Kawamata |
| 8 juin 2022 19h00 UTC+09:00 | Vizeu 25e · Yasunaga 106e                  | Rapport               | 120e Yamada ·                            | Spectateurs : 1 452 Arbitrage : Hide Kawamata | Spectateurs : 1 452 Arbitrage : Hide Kawamata |
| 8 juin 2022 19h00 UTC+09:00 | Vizeu · Takeda · Nakamura · Nakashio       | Tirs au but 3 - 1     | Yoshimori · Sasaki · Yamada · Sawada     | Spectateurs : 1 452 Arbitrage : Hide Kawamata | Spectateurs : 1 452 Arbitrage : Hide Kawamata |

### Troisième Tour
| Match 57                     | Kawasaki Frontale (1) | 0 - 1   | Tokyo Verdy (2)            | Stade d'athlétisme de Todoroki, Kawasaki |                                         |
| 22 juin 2022 19h00 UTC+09:00 |                       | (0 - 0) | 39e Sato                   | Spectateurs : 7 534 Arbitrage : Enomoto  | Spectateurs : 7 534 Arbitrage : Enomoto |
| 22 juin 2022 19h00 UTC+09:00 |                       | Rapport | 70e Vásquez · 88e Miyamoto | Spectateurs : 7 534 Arbitrage : Enomoto  | Spectateurs : 7 534 Arbitrage : Enomoto |

| Match 58                     | Shonan Bellmare (1) | 0 - 1   | Júbilo Iwata (1) | Stade Lemon Gas Hiratsuka, Hiratsuka           |                                                |
| 22 juin 2022 18h30 UTC+09:00 |                     | (0 - 1) | 5e Kurokawa      | Spectateurs : 1 955 Arbitrage : Keigo Sendachi | Spectateurs : 1 955 Arbitrage : Keigo Sendachi |
| 22 juin 2022 18h30 UTC+09:00 | Nagaki 74e          | Rapport | 90+4e Kajikawa   | Spectateurs : 1 955 Arbitrage : Keigo Sendachi | Spectateurs : 1 955 Arbitrage : Keigo Sendachi |

| Match 59                     | Avispa Fukuoka (1)                   | 3 - 1   | Iwate Grulla Morioka (2) | Stade Iwagin, Morioka                          |                                                |
| 22 juin 2022 18h30 UTC+09:00 | Wako 56e · Kitajima 79e · Watari 84e | (0 - 0) | 70e Brenner              | Spectateurs : 712 Arbitrage : Yuichi Nishimura | Spectateurs : 712 Arbitrage : Yuichi Nishimura |
| 22 juin 2022 18h30 UTC+09:00 | Rapport                              |         |                          | Spectateurs : 712 Arbitrage : Yuichi Nishimura | Spectateurs : 712 Arbitrage : Yuichi Nishimura |

| Match 60                     | FC Tokyo (1)                | 2 - 3 a. p.           | V-Varen Nagasaki (2)                      | Stade Transcosmos Nagasaki, Isahaya              |                                                  |
| 22 juin 2022 19h00 UTC+09:00 | Leandro 3e · Adaílton 45+1e | (2 - 2, 2 - 2, 2 - 3) | 14e Yamazaki · 32e Abe · 105+2e Cristiano | Spectateurs : 2 808 Arbitrage : Futoshi Nakamura | Spectateurs : 2 808 Arbitrage : Futoshi Nakamura |
| 22 juin 2022 19h00 UTC+09:00 | Trevisan 90+4e              | Rapport               |                                           | Spectateurs : 2 808 Arbitrage : Futoshi Nakamura | Spectateurs : 2 808 Arbitrage : Futoshi Nakamura |

| Match 61                     | Kashima Antlers (1)                | 3 - 0   | Omiya Ardija (2) | Stade du parc Omiya, Saitama                  |                                               |
| 22 juin 2022 19h00 UTC+09:00 | Nakama 16e · Suzuki 52e · Ueda 90e | (1 - 0) |                  | Spectateurs : 6 161 Arbitrage : Hide Kawamata | Spectateurs : 6 161 Arbitrage : Hide Kawamata |
| 22 juin 2022 19h00 UTC+09:00 | Kim 88e                            | Rapport |                  | Spectateurs : 6 161 Arbitrage : Hide Kawamata | Spectateurs : 6 161 Arbitrage : Hide Kawamata |

| Match 62                     | Gamba Osaka (1)                          | 3 - 1   | Oita Trinita (2) | Stade d'Oita, Ōita                           |                                              |
| 22 juin 2022 19h00 UTC+09:00 | Yamami 49e · Patric 66e 89e              | (0 - 1) | 14e Goya         | Spectateurs : 2 012 Arbitrage : Takuto Okabe | Spectateurs : 2 012 Arbitrage : Takuto Okabe |
| 22 juin 2022 19h00 UTC+09:00 | Sato 14e · Nakamura 35e · Yanagisawa 78e | Rapport |                  | Spectateurs : 2 012 Arbitrage : Takuto Okabe | Spectateurs : 2 012 Arbitrage : Takuto Okabe |

| Match 63                     | Nagoya Grampus (1) | 1 - 0   | Zweigen Kanazawa (2)    | Stade d'athlétisme d'Ishikawa, Kanazawa      |                                              |
| 22 juin 2022 19h00 UTC+09:00 | Abe 51e            | (0 - 0) |                         | Spectateurs : 2 959 Arbitrage : Ryo Tanimoto | Spectateurs : 2 959 Arbitrage : Ryo Tanimoto |
| 22 juin 2022 19h00 UTC+09:00 | Sentō 21e          | Rapport | 50e Matsuda · 71e Hiroi | Spectateurs : 2 959 Arbitrage : Ryo Tanimoto | Spectateurs : 2 959 Arbitrage : Ryo Tanimoto |

| Match 64                     | Cerezo Osaka (1)                     | 3 - 2   | Vegalta Sendai (2)   | Stade de Sendai, Sendai                            |                                                    |
| 22 juin 2022 19h00 UTC+09:00 | Mendes 31e · Jonjić 42e · Patric 50e | (2 - 1) | 6e Kato · 62e Kamada | Spectateurs : 2 494 Arbitrage : Koichiro Fukushima | Spectateurs : 2 494 Arbitrage : Koichiro Fukushima |
| 22 juin 2022 19h00 UTC+09:00 | Rapport                              |         |                      | Spectateurs : 2 494 Arbitrage : Koichiro Fukushima | Spectateurs : 2 494 Arbitrage : Koichiro Fukushima |

| Match 65                     | Yokohama F. Marinos (1) | 0 - 2   | Tochigi SC (2)              | Stade Kanseki Tochigi, Utsunomiya               |                                                 |
| 22 juin 2022 19h00 UTC+09:00 |                         | (0 - 0) | 58e Kanbe · 90+1e Juninho   | Spectateurs : 3 923 Arbitrage : Hiroki Kasahara | Spectateurs : 3 923 Arbitrage : Hiroki Kasahara |
| 22 juin 2022 19h00 UTC+09:00 | Fujita 78e              | Rapport | 54e Yamamoto · 90+3e Fujita | Spectateurs : 3 923 Arbitrage : Hiroki Kasahara | Spectateurs : 3 923 Arbitrage : Hiroki Kasahara |

| Match 66                     | Shimizu S-Pulse (1) | 0 - 1   | Kyoto Sanga FC (1)                                         | Stade du parc Nihondaira, Shizuoka              |                                                 |
| 22 juin 2022 19h00 UTC+09:00 |                     | (0 - 0) | 58e Nakano                                                 | Spectateurs : 2 302 Arbitrage : Hirokazu Otsubo | Spectateurs : 2 302 Arbitrage : Hirokazu Otsubo |
| 22 juin 2022 19h00 UTC+09:00 |                     | Rapport | 32e Appiah Tawiah · 66e Mendes · 87e Woud · 90+1e Toyōkawa | Spectateurs : 2 302 Arbitrage : Hirokazu Otsubo | Spectateurs : 2 302 Arbitrage : Hirokazu Otsubo |

| Match 67                     | Sagan Tosu (1)                          | 3 - 2   | Roasso Kumamoto (2)          | Stade Egao Kenkō, Kumamoto                      |                                                 |
| 22 juin 2022 19h00 UTC+09:00 | Sagara 22e · Kakita 58e · Miyashiro 74e | (1 - 1) | 19e Takahashi · 76e Kawahara | Spectateurs : 2 731 Arbitrage : Hiroyuki Kimura | Spectateurs : 2 731 Arbitrage : Hiroyuki Kimura |
| 22 juin 2022 19h00 UTC+09:00 | Tashiro 65e                             | Rapport |                              | Spectateurs : 2 731 Arbitrage : Hiroyuki Kimura | Spectateurs : 2 731 Arbitrage : Hiroyuki Kimura |

| Match 68                     | Hokkaido Consadole Sapporo (1) | 1 - 2   | Ventforet Kōfu (2)         | Kose Sports Park Stadium, Kōfu            |                                           |
| 22 juin 2022 18h00 UTC+09:00 | Okanishi 11e                   | (1 - 2) | 31e 39e Mitsuhira          | Spectateurs : 1 622 Arbitrage : Koei Koya | Spectateurs : 1 622 Arbitrage : Koei Koya |
| 22 juin 2022 18h00 UTC+09:00 | Nakamura 18e · Fukai 55e       | Rapport | 84e Araki · 90+2e Hasegawa | Spectateurs : 1 622 Arbitrage : Koei Koya | Spectateurs : 1 622 Arbitrage : Koei Koya |

| Match 69                     | Vissel Kobe (1)         | 2 - 1   | Renofa Yamaguchi (2) | Stade Ishin Me-Life, Yamaguchi                 |                                                |
| 22 juin 2022 19h00 UTC+09:00 | Hatsuse 84e · Sakai 90e | (0 - 0) | 73e Ikegami          | Spectateurs : 6 640 Arbitrage : Hayato Shimizu | Spectateurs : 6 640 Arbitrage : Hayato Shimizu |
| 22 juin 2022 19h00 UTC+09:00 | Yuruki 87e              | Rapport | 87e Yoshioka         | Spectateurs : 6 640 Arbitrage : Hayato Shimizu | Spectateurs : 6 640 Arbitrage : Hayato Shimizu |

| Match 70                     | Kashiwa Reysol (1)      | 2 - 1   | Tokushima Vortis (2) | Stade Pocarisweat, Naruto                       |                                                 |
| 22 juin 2022 19h00 UTC+09:00 | Tsuchiya 51e · Mori 57e | (0 - 1) | 5e Nishino           | Spectateurs : 1 151 Arbitrage : Yoshiro Imamura | Spectateurs : 1 151 Arbitrage : Yoshiro Imamura |
| 22 juin 2022 19h00 UTC+09:00 | Kawaguchi 65e           | Rapport | 29e Kodama           | Spectateurs : 1 151 Arbitrage : Yoshiro Imamura | Spectateurs : 1 151 Arbitrage : Yoshiro Imamura |

| Match 71                     | Urawa Red Diamonds (1) | 0 - 1   | Thespakusatsu Gunma (2)       | Stade Shoda Shoyu Gunma, Maebashi                  |                                                    |
| 22 juin 2022 19h00 UTC+09:00 |                        | (0 - 1) | 35e Takagi                    | Spectateurs : 5 893 Arbitrage : Hiroyoshi Takayama | Spectateurs : 5 893 Arbitrage : Hiroyoshi Takayama |
| 22 juin 2022 19h00 UTC+09:00 | Matsuzaki 79e          | Rapport | 12e Hiramatsu · 63e Takahashi | Spectateurs : 5 893 Arbitrage : Hiroyoshi Takayama | Spectateurs : 5 893 Arbitrage : Hiroyoshi Takayama |

| Match 72                     | Sanfrecce Hiroshima (1)                                        | 5 - 0   | Yokohama FC (2) | Grande Arche d'Hiroshima, Hiroshima        |                                            |
| 22 juin 2022 19h00 UTC+09:00 | Morishima 12e · Higashi 58e · Vieira 75e · Matsumoto 90e 90+3e | (1 - 0) |                 | Spectateurs : 1 578 Arbitrage : Ryuji Sato | Spectateurs : 1 578 Arbitrage : Ryuji Sato |
| 22 juin 2022 19h00 UTC+09:00 | Ben Khalifa 51e · Shiotani 82e                                 | Rapport | 78e Nakamura    | Spectateurs : 1 578 Arbitrage : Ryuji Sato | Spectateurs : 1 578 Arbitrage : Ryuji Sato |

### Quatrième Tour
| Match 73                        | Tokyo Verdy (2)        | 2 - 1 a. p.           | Júbilo Iwata (1) | Stade Ajinomoto, Tokyo                          |                                                 |
| 20 juillet 2022 19h00 UTC+09:00 | Arai 82e · Narawa 114e | (0 - 0, 1 - 1, 1 - 1) | 90+3e Germain    | Spectateurs : 2 275 Arbitrage : Yoshiro Imamura | Spectateurs : 2 275 Arbitrage : Yoshiro Imamura |
| 20 juillet 2022 19h00 UTC+09:00 | Kato 66e               | Rapport               |                  | Spectateurs : 2 275 Arbitrage : Yoshiro Imamura | Spectateurs : 2 275 Arbitrage : Yoshiro Imamura |

| Match 74                        | Avispa Fukuoka (1)      | 2 - 0   | V-Varen Nagasaki (2) | Stade Transcosmos de Nagasaki, Isahaya         |                                                |
| 13 juillet 2022 19h00 UTC+09:00 | Watari 11e · Juanma 79e | (1 - 0) |                      | Spectateurs : 3 463 Arbitrage : Yudai Yamamoto | Spectateurs : 3 463 Arbitrage : Yudai Yamamoto |
| 13 juillet 2022 19h00 UTC+09:00 |                         | Rapport | 30e Otake            | Spectateurs : 3 463 Arbitrage : Yudai Yamamoto | Spectateurs : 3 463 Arbitrage : Yudai Yamamoto |

| Match 75                        | Kashima Antlers (1)       | 2 - 0   | Gamba Osaka (1) | Stade de Kashima, Kashima                       |                                                 |
| 13 juillet 2022 19h00 UTC+09:00 | Pituca 71e · Everaldo 75e | (0 - 0) |                 | Spectateurs : 3 663 Arbitrage : Akihiko Ikeuchi | Spectateurs : 3 663 Arbitrage : Akihiko Ikeuchi |
| 13 juillet 2022 19h00 UTC+09:00 | Rapport                   |         |                 | Spectateurs : 3 663 Arbitrage : Akihiko Ikeuchi | Spectateurs : 3 663 Arbitrage : Akihiko Ikeuchi |

| Match 76                        | Nagoya Grampus (1)                      | 1 - 2   | Cerezo Osaka (1)            | Stade Yodoko Sakura, Osaka                      |                                                 |
| 13 juillet 2022 18h30 UTC+09:00 | Mateus 69e                              | (0 - 1) | 7e (csc) Fujii · 88e Tameda | Spectateurs : 3 734 Arbitrage : Hiroki Kasahara | Spectateurs : 3 734 Arbitrage : Hiroki Kasahara |
| 13 juillet 2022 18h30 UTC+09:00 | Silva 44e · Morishita 63e · Inagaki 87e | Rapport | 4e Toriumi · 65e Patric     | Spectateurs : 3 734 Arbitrage : Hiroki Kasahara | Spectateurs : 3 734 Arbitrage : Hiroki Kasahara |

| Match 77                        | Tochigi SC (2) | 1 - 2   | Kyoto Sanga FC (1)          | Stade Kanseki Tochigi, Utsunomiya              |                                                |
| 13 juillet 2022 19h00 UTC+09:00 | Miyazaki 36e   | (1 - 1) | 6e Toyokawa · 90+3e Ismaila | Spectateurs : 2 376 Arbitrage : Hayato Shimizu | Spectateurs : 2 376 Arbitrage : Hayato Shimizu |
| 13 juillet 2022 19h00 UTC+09:00 | Mikuni 47e     | Rapport |                             | Spectateurs : 2 376 Arbitrage : Hayato Shimizu | Spectateurs : 2 376 Arbitrage : Hayato Shimizu |

| Match 78                        | Sagan Tosu (1) | 1 - 3   | Ventforet Kōfu (2)              | Stade JIT Recycle Ink, Kōfu                        |                                                    |
| 13 juillet 2022 18h00 UTC+09:00 | Miyashiro 75e  | (0 - 2) | 33e 37e Paraíba · 76e Matsumoto | Spectateurs : 1 820 Arbitrage : Koichiro Fukushima | Spectateurs : 1 820 Arbitrage : Koichiro Fukushima |
| 13 juillet 2022 18h00 UTC+09:00 | Rapport        |         |                                 | Spectateurs : 1 820 Arbitrage : Koichiro Fukushima | Spectateurs : 1 820 Arbitrage : Koichiro Fukushima |

| Match 79                        | Vissel Kobe (1)          | 2 - 1   | Kashiwa Reysol (1) | Stade du parc Misaki, Kobe                       |                                                  |
| 13 juillet 2022 19h00 UTC+09:00 | Makino 40e · Hatsuse 86e | (1 - 0) | 61e Shiihashi      | Spectateurs : 3 776 Arbitrage : Yūichi Nishimura | Spectateurs : 3 776 Arbitrage : Yūichi Nishimura |
| 13 juillet 2022 19h00 UTC+09:00 | Rapport                  |         |                    | Spectateurs : 3 776 Arbitrage : Yūichi Nishimura | Spectateurs : 3 776 Arbitrage : Yūichi Nishimura |

| Match 80                        | Thespakusatsu Gunma (2) | 0 - 1   | Sanfrecce Hiroshima (1) | Stade Shoda Shoyu Gunma, Maebashi            |                                              |
| 13 juillet 2022 19h00 UTC+09:00 |                         | (0 - 0) | 57e Shiotani            | Spectateurs : 2 362 Arbitrage : Ryo Tanimoto | Spectateurs : 2 362 Arbitrage : Ryo Tanimoto |
| 13 juillet 2022 19h00 UTC+09:00 |                         | Rapport | 74e Santos              | Spectateurs : 2 362 Arbitrage : Ryo Tanimoto | Spectateurs : 2 362 Arbitrage : Ryo Tanimoto |

### Quarts de finale
| Match 81                         | Avispa Fukuoka (1)                                       | 1 - 2 a. p.           | Ventforet Kōfu (2)          | Stade Best Denki, Fukuoka                    |                                              |
| 7 septembre 2022 19h00 UTC+09:00 | Moriyama 27e                                             | (1 - 1, 1 - 1, 1 - 2) | 16e Mitsuhira · 97e Torikai | Spectateurs : 1 948 Arbitrage : Yusuke Araki | Spectateurs : 1 948 Arbitrage : Yusuke Araki |
| 7 septembre 2022 19h00 UTC+09:00 | John Mary 32e · Lukian 83e · Kitajima 118e · Yuzawa 120e | Rapport               | 89e Yamada · 114e Matsumoto | Spectateurs : 1 948 Arbitrage : Yusuke Araki | Spectateurs : 1 948 Arbitrage : Yusuke Araki |

| Match 82                         | Vissel Kobe (1) | 0 - 1   | Kashima Antlers (1) | Stade du parc Misaki, Kobe                  |                                             |
| 7 septembre 2022 19h00 UTC+09:00 |                 | (0 - 0) | 62e Suzuki          | Spectateurs : 4 931 Arbitrage : Jumpei Iida | Spectateurs : 4 931 Arbitrage : Jumpei Iida |
| 7 septembre 2022 19h00 UTC+09:00 | Ogihara 55e     | Rapport | 90+1e Caíke         | Spectateurs : 4 931 Arbitrage : Jumpei Iida | Spectateurs : 4 931 Arbitrage : Jumpei Iida |

| Match 83                         | Kyoto Sanga FC (1)     | 2 - 1   | Tokyo Verdy (2) | Stade Ajinomoto, Tokyo                          |                                                 |
| 7 septembre 2022 19h00 UTC+09:00 | Paulinho Bóia 21e 53e  | (1 - 0) | 90e Taniguchi   | Spectateurs : 2 454 Arbitrage : Akihiko Ikeuchi | Spectateurs : 2 454 Arbitrage : Akihiko Ikeuchi |
| 7 septembre 2022 19h00 UTC+09:00 | Nagai 44e · Nakano 66e | Rapport | 59e Kajikawa    | Spectateurs : 2 454 Arbitrage : Akihiko Ikeuchi | Spectateurs : 2 454 Arbitrage : Akihiko Ikeuchi |

| Match 84                         | Cerezo Osaka (1)         | 1 - 2   | Sanfrecce Hiroshima (1)      | Stade Yodoko Sakura, Osaka                       |                                                  |
| 7 septembre 2022 18h30 UTC+09:00 | Taggart 40e              | (1 - 0) | 86e Kashiwa · 90+1e Kawamura | Spectateurs : 5 054 Arbitrage : Futoshi Nakamura | Spectateurs : 5 054 Arbitrage : Futoshi Nakamura |
| 7 septembre 2022 18h30 UTC+09:00 | Toriumi 68e · Yamada 85e | Rapport | 33e Sasaki · 79e Shiotani    | Spectateurs : 5 054 Arbitrage : Futoshi Nakamura | Spectateurs : 5 054 Arbitrage : Futoshi Nakamura |

### Demi-finales
| Match 85                       | Ventforet Kōfu (2) | 1 - 0   | Kashima Antlers (1) | Stade de Kashima, Kashima                          |                                                    |
| 5 octobre 2022 17h30 UTC+09:00 | Miyazaki 37e       | (1 - 0) |                     | Spectateurs : 8 965 Arbitrage : Koichiro Fukushima | Spectateurs : 8 965 Arbitrage : Koichiro Fukushima |
| 5 octobre 2022 17h30 UTC+09:00 | Araki 49e          | Rapport |                     | Spectateurs : 8 965 Arbitrage : Koichiro Fukushima | Spectateurs : 8 965 Arbitrage : Koichiro Fukushima |

| Match 86                       | Kyoto Sanga FC (1)                                           | 1 - 2 a. p.           | Sanfrecce Hiroshima (1)      | Stade Sanga Kyocera, Kameoka                  |                                               |
| 5 octobre 2022 19h30 UTC+09:00 | Ismaila 79e                                                  | (0 - 1, 1 - 1, 1 - 2) | 40e Vieira · 95e Ben Khalifa | Spectateurs : 6 787 Arbitrage : Hajime Matsuo | Spectateurs : 6 787 Arbitrage : Hajime Matsuo |
| 5 octobre 2022 19h30 UTC+09:00 | Araki 44e · Utaka 47e · Bóia 49e · Kaneko 71e · Ismaila 101e | Rapport               | 99e Nogami                   | Spectateurs : 6 787 Arbitrage : Hajime Matsuo | Spectateurs : 6 787 Arbitrage : Hajime Matsuo |

### Finale
| Kōfu ·          |                    |      |
| Titulaires :    |                    |      |
|                 |                    |      |
| 01              | Kohei Kawata       |      |
| 02              | Hidehiro Sugai     |      |
| 05              | Niki Urakami       | 112e |
| 23              | Masahiro Sekiguchi |      |
| 40              | Eduardo Mancha     |      |
| 07              | Sho Araki          | 66e  |
| 18              | Yoshiki Torikai    | 62e  |
| 24              | Riku Yamada        | 112e |
| 26              | Toshiki Ishikawa   |      |
| 41              | Motoki Hasegawa    | 101e |
| 09              | Kazushi Mitsuhira  | 62e  |
|                 |                    |      |
| Remplaçants :   |                    |      |
| 31              | Kosuke Okanishi    |      |
| 04              | Hideomi Yamamoto   | 112e |
| 22              | Riku Nozawa        | 66e  |
| 32              | Foguete            | 112e |
| 20              | Nagi Matsumoto     | 62e  |
| 10              | Willian Lira       | 62e  |
| 29              | Getúlio            | 101e |
|                 |                    |      |
| Entraîneur :    |                    |      |
| Tatsuma Yoshida |                    |      |

| Hiroshima ·    |                          |         |
| Titulaires :   |                          |         |
|                |                          |         |
| 38             | Keisuke Osako            |         |
| 03             | Tsukasa Shiotani         |         |
| 04             | Hayato Araki             |         |
| 19             | Sho Sasaki               |         |
| 25             | Yusuke Chajima           | 70e     |
| 27             | Takumu Kawamura          |         |
| 07             | Gakuto Notsuda           | 79e     |
| 18             | Yoshifumi Kashiwa        | 70e     |
| 10             | Tsukasa Morishima        | 46e     |
| 39             | Tsukasa Morishima        |         |
| 09             | Douglas Vieira           | 46e     |
|                |                          |         |
| Remplaçants :  |                          |         |
| 22             | Goro Kawanami            |         |
| 02             | Yuki Nogami              | 70e     |
| 21             | Jelani Reshaun Sumiyoshi | 91e     |
| 14             | Ezequiel                 | 46e 91e |
| 17             | Taishi Matsumoto         | 70e     |
| 13             | Nassim Ben Khalifa       | 46e     |
| 20             | Piéros Sotiríou          | 79e     |
|                |                          |         |
| Entraîneur :   |                          |         |
| Michael Skibbe |                          |         |

| Kōfu ·          |                    |      |
| Titulaires :    |                    |      |
|                 |                    |      |
| 01              | Kohei Kawata       |      |
| 02              | Hidehiro Sugai     |      |
| 05              | Niki Urakami       | 112e |
| 23              | Masahiro Sekiguchi |      |
| 40              | Eduardo Mancha     |      |
| 07              | Sho Araki          | 66e  |
| 18              | Yoshiki Torikai    | 62e  |
| 24              | Riku Yamada        | 112e |
| 26              | Toshiki Ishikawa   |      |
| 41              | Motoki Hasegawa    | 101e |
| 09              | Kazushi Mitsuhira  | 62e  |
|                 |                    |      |
| Remplaçants :   |                    |      |
| 31              | Kosuke Okanishi    |      |
| 04              | Hideomi Yamamoto   | 112e |
| 22              | Riku Nozawa        | 66e  |
| 32              | Foguete            | 112e |
| 20              | Nagi Matsumoto     | 62e  |
| 10              | Willian Lira       | 62e  |
| 29              | Getúlio            | 101e |
|                 |                    |      |
| Entraîneur :    |                    |      |
| Tatsuma Yoshida |                    |      |

| Hiroshima ·    |                          |         |
| Titulaires :   |                          |         |
|                |                          |         |
| 38             | Keisuke Osako            |         |
| 03             | Tsukasa Shiotani         |         |
| 04             | Hayato Araki             |         |
| 19             | Sho Sasaki               |         |
| 25             | Yusuke Chajima           | 70e     |
| 27             | Takumu Kawamura          |         |
| 07             | Gakuto Notsuda           | 79e     |
| 18             | Yoshifumi Kashiwa        | 70e     |
| 10             | Tsukasa Morishima        | 46e     |
| 39             | Tsukasa Morishima        |         |
| 09             | Douglas Vieira           | 46e     |
|                |                          |         |
| Remplaçants :  |                          |         |
| 22             | Goro Kawanami            |         |
| 02             | Yuki Nogami              | 70e     |
| 21             | Jelani Reshaun Sumiyoshi | 91e     |
| 14             | Ezequiel                 | 46e 91e |
| 17             | Taishi Matsumoto         | 70e     |
| 13             | Nassim Ben Khalifa       | 46e     |
| 20             | Piéros Sotiríou          | 79e     |
|                |                          |         |
| Entraîneur :   |                          |         |
| Michael Skibbe |                          |         |